# Субстрат (біохімія)
Субстра́т (лат. substratum — підстилка, прошарок) — речовина, на котру діють ферменти. Застосовується для позначення вихідних та проміжних продуктів обміну речовин, учасників ферментативних перетворень.
Мають різну хімічну природу — від простих молекул, амінокислот до складних біополімерних молекул. Під час ферментативної реакції субстрати активуються, утворюючи субстратний комплекс, який розпадається на продукти реакції. В основі назв ферментів лежать назви субстратів, позаяк саме ферменти мають субстратну специфічність. У мікробіології субстрат є поживним середовищем для розвитку мікроорганізмів.